# Юрій Радзивілл (кардинал)
Юрій Радзивілл (пол. Jerzy Radziwiłł; 31 травня 1556, Лукішки, тепер в складі Вільнюса — 23 січня 1600) — державний, католицький релігійний і політичний діяч Великого князівства Литовського. Представник княжого роду Радзивіллів гербу Труби. Перший кардинал-литвин (1583). Син Миколи-Христофора Радзивілла «Чорного».

## Біографія
Народився 31 травня 1556 року в Лукішках коло Вільна (тепер в межах міста Вільнюс). Мати — дружина батька Ельжбета Шидловецька (?—1562).
Виховувався та навчався протестантом кальвіністськими вителями у Вільні та Несвіжі. Після смерті матері якийсь час перебував при королівському дворі (може, як паж). Після смерті батька його опікуном став Микола «Рудий» Радзивілл, після нього старший брат Микола «Сирітка», який 1572 року вислав його з братами Альбрехтом та Станіславом до Лейпцигу. В місцевому університеті навчався до 1572 року. Плановане навчання в університеті Падуї відклали.
Влітку 1573 року супроводжував брата М. «Сирітку» в посольстві до Франції по обраного новим королем Генріха Валуа. Після повернення разом з молодшими братами «склав католицьке визнання віри» 11 квітня 1574 року під керівництвом С. Варшевського та Пйотра Скарґи. За згодою Папи, короля, біскупа Валеріана Протасевича брат М. «Сирітка» отримав для нього посаду коадютор віленського каноніка РКЦ. Для отримання ним посади віленського єпископа РКЦ брат М. Сирітка переконав стриєчного брата Христофора «Перуна» Радзивілла ліквідувати кальвінський збір у власному домі Сирітки (Вільнюс). 17 грудня 1574 року папа у бреве затвердив його кандидатуру каод'ютором віленського єпископа з правом наступництва, вимагаючи пройти навчання з філософії, теології. Для цього 11 жовтня 1575 року він з братом Альбрехтом вирушив до Риму через Відень (12-20.11). Рік приватно вивчав філософію в Римі, брат повідомив папу про відкликання братів до ВКЛ через загострення політситуації, на що той погодився, хоча насправді йшлося про надмірні видатки та поголос про погану поведінку Юрія.
1 травня 1582 року номінований королем намісником в Інфляндії. Цього ж року заснував Білостоцьку католицьку духовну семінарію. 1583 номінований кардиналом, папське бреве отримав 14 серпня, вручення кардинальського берета у Вільнюсі 4 квітня 1584, капелюха 26 квітня 1586 в Римі (тут був до лютого 1587).
Під час виборного сейму 1587 року підтримував кандидатуру Максиміліяна II Габсбурґа, 22 серпня відправив вдячну месу за такий вибір у костелі бернардинців Кракова. 3 травня 1591 року отримав номінацію короля на посаду краківського біскупа. Канонічні вибори відбулись 28 червня 1591 року, трансляційна булла виставлена 10 серпня, 6 вересня як прокуратор став на посаді, урочистий «інґрес» відбувся 25 травня 1592 року, що загострило його конфлікт із Яном Замойським. Один з тих, хто був проти призначення віленським біскупом Бернарда Мацейовського.
Один з найближчих радників короля Сигізмунда ІІІ Вази після знищення за втручання папи Климента VIII листування короля з Ернестом, чому сприяв папський леґат Маласпіна та він. Папський леґат під час шлюбу короля 31 травня 1592 року неодноразово виступав на засіданнях сейму.
Правдоподібно, помер у Римі від гострого ревматизму (після ангіни). Згідно заповіту, був похований у церкві Іль-Джезу (Рим).